# 중전타오
중전타오(鍾鎭濤, 종진도, 영문명은 Kenny Bee, 1953년 2월 23일 ~ )는 홍콩의 남성 싱어송라이터 겸 영화배우이다.

## 생애
홍콩에서 출생하였으며 지난날 한때 중화인민공화국 광둥성 장먼 시 신후이 구에서 잠시 유아기를 보낸 적이 있는 그는 1973년 록 음악 밴드 "Wynners"의 키보디스트, 보컬리스트 겸 기타리스트로 가수 데뷔하였고 1975년 홍콩 영화 《Let's rock》의 주연으로 영화배우 데뷔하였으며 1979년 솔로 가수 데뷔하였다.

## 유명세
그는 말레이시아 시민권자 신분의 홍콩 여가수 겸 영화배우 천추샤(陳秋霞)와 듀엣으로 《One summer night》이라는 노래를 피처링한 가수로도 널리 잘 알려져 있다.

## 디스코그래피

### 광동어 앨범
- 閃閃星辰 - 1980
- 不可以不想你 - 1981
- 說愛就愛 - 1983
- 要是有緣 - 1983
- 我行我素 - 1984.07
- 鍾鎮濤精選 (Collection) - 1984
- 痴心的一句 - 1985.01
- 鍾鎮濤(淚之旅) - 1985.09
- 鍾鎮濤(Trip Mix): 淚之旅/太多考驗 (12" Single Mix) - 1985
- 情變 - 1986.05
- 鍾鎮濤(Trip Mix II): 香腸、蚊帳、機關槍/原諒我 (12" Single Mix) - 1986
- 最佳鍾鎮濤 (New Song + Collection) - 1986
- 寂寞 - 1987.03
- 聽濤 - 1987.10
- 晴 - 1988.05
- 情有獨鍾 (New Songs + Collection) - 1988.10
- 人潮內... 我像獨行 - 1989.03
- 看星的日子 - 1989
- B歌 (Collection, distributed in Singapore) - 1989
- 鍾鎮濤 (3" CD, Collection) - 1990
- 不死鳥 - 1990
- 仍是真心 - 1992.08
- 全部為你 - 1993
- 鍾鎮濤金曲精選 (2 Discs, Collection) - 1993.12
- 88極品音色系列: 鍾鎮濤 Kenny Bee (Collection) - 1997.07
- B計劃 (2 Discs, New Songs + Collection) - 1998.03
- B歌集 (2 Discs, Collection) - 1998.07
- 鍾鎮濤dCS聲選輯 (Collection) - 2000.02
- 俠骨仁心原聲專輯 - 2001.04.20
- 真經典鍾鎮濤 (Collection) - 2001.07.27
- 還有你 (2 Discs, Collection) - 2002.08.22
- 濤出新天 - 2006.12.29
- 佛誕吉祥 - 2009

### 보통화 앨범
- 我的伙伴 - 1979.05.09
- 早安台北 - 1979.08.20
- 白衣少女 - 1980
- 鍾鎮濤專輯 (Collection) - 1981
- 鍾鎮濤(阿B) (보통화/ 광동어) - 1982
- 表錯七日情 (보통화/ 광동어) - 1983
- 哦！寶貝‧為甚麼 - 1983
- 詩人與情人 - 1989.02
- 捨不得•這樣的日子 - 1989
- 捨不得 - 1990
- 飄 - 1990.09
- 活出自己 - 1991.06
- 我的世界只有你最懂 - 1992.06
- 祝你健康快樂 - 1993.09
- 情人的眼睛 (Collection) - 1994.02
- 簡簡單單的生活 - 1994
- 《煙鎖重樓》 - 1994.11.22
- 情歌對唱集(寂寞) (장소혜와 듀엣, 보통화/ 광동어) - 1995.05
- 痴心愛你 - 1995.06
- 男人 - 2004.02.16

### 영어음반
- Why Worry - 1997

## 같이 보기
- 탄융린
- 천추샤